# Halina Tomaszewska-Lenkiewicz
Halina Tomaszewska, po mężu Ippohorska-Lenkiewicz (ur. 30 sierpnia 1929 w Gdyni, zm. 15 października 2019) – polska siatkarka, wicemistrzyni świata (1952), dwukrotna brązowa medalistka mistrzostw świata (1956, 1962), wicemistrzyni Europy (1950, 1951), dwukrotna brązowa medalistka mistrzostw Europy (1949, 1958), wielokrotna mistrzyni Polski.

## Kariera sportowa
Karierę sportową rozpoczęła w HKS Sopot w 1946, po likwidacji sekcji została zawodniczką Gromu Gdynia, zdobywając z klubem wicemistrzostwo Polski w 1949. Od 1950 reprezentowała barwy Kolejarza (Gedanii) Gdańsk. Z gdańskim klubem zdobyła mistrzostwo Polski w 1953 i 1954 oraz wicemistrzostwo Polski w 1952. W 1957 została zawodniczką AZS-AWF Warszawa, z warszawską drużyną zdobyła mistrzostwo Polski w 1957, 1958, 1960, 1962, 1963, 1964 i 1965, wicemistrzostwo Polski w 1959 i 1961.
W reprezentacji Polski debiutowała 2 marca 1949 w towarzyskim spotkaniu z Czechosłowacją. Miała udział w największych sukcesach tej drużyny w kolejnych latach, zdobywając wicemistrzostwo świata w 1952, dwa brązowe medale mistrzostw świata (1956, 1962), dwukrotnie wicemistrzostwo Europy (1950, 1951), dwa brązowe medale mistrzostw Europy (1949, 1958). Ponadto na mistrzostwach świata w 1960 zajęła z drużyną czwarte miejsce. Ostatni raz w biało-czerwonych barwach wystąpiła 25 października 1962 w meczu mistrzostw świata z NRD. Łącznie w I reprezentacji Polski zagrała w 141 spotkaniach, w tym 122 oficjalnych.
W 1993 otrzymała wyróżnienie fair play Polskiego Komitetu Olimpijskiego za całokształt kariery sportowej.
Była żoną Eryka Ippohorskiego-Lenkiewicza, prezesa Polskiego Związku Piłki Siatkowej w latach 1989-2001.